# やすきひろこ
やすきひろこ は日本の女優、舞台女優、大和語り部。
2003年より日本伝統の舞台様式を駆使した語りと芝居を融合した独自の世界観を脚本・演出・自ら演じ語るスタイルで、地域の活性化や、町おこしを行っている。
ユン・ツボタジ（パーカッショニスト）、横瀬智也（俳優）、筝曲家の山田裕子との共演も多い。

## 経歴
大阪芸術大学卒。

## LINK
- 株式会社フリーフェイス（所属事務所）